# Svetlana Jórkina
Svetlana Vasílievna Jórkina (en ruso: Светлана Васильевна Хоркина; 19 de enero de 1979) es una gimnasta rusa muy exitosa, ganadora de varios campeonatos mundiales y de medallas olímpicas. Popularmente conocida, en sus años de competidora, como "la reina de las barras asimétricas". 
De 1,65 m de altura, altura inusual para este deporte, su elegancia y sus largas piernas son su sello distintivo. Ello ha implicado la creación de nuevos movimientos que se adapten a su altura y que le saquen el mejor partido a sus características: tiene 8 elementos reconocidos oficialmente en la tabla de puntaje de la gimnasia, tiene por lo menos 1 en cada aparato, por lo que es la gimnasta que más elementos reconocidos por la FIG tiene. Las barras asimétricas son su especialidad: allí aprovecha mejor su estatura y sus líneas elegantes. A veces es llamada la reina de las barras asimétricas.
Ha posado para revistas como Playboy, lo cual produjo mucho ruido en su momento. Tiene aspiraciones de trabajar como actriz y ha hecho algunas apariciones en televisión. Espera también trabajar como entrenadora con el equipo ruso de gimnasia. En julio de 2005, tuvo su primer hijo, Svyatoslav, en Los Ángeles (EE. UU.), tras lo que obtuvo la nacionalidad estadounidense. Tras las Elecciones de 2007 fue elegida diputada de la Duma por el partido Rusia Unida de Vladímir Putin. En 2008 publicó su autobiografía, y estuvo de comentarista para la cadena rusa NTV+ en los JJ. OO. de Pekín 2008. En marzo de 2020, en plena crisis mundial por la pandemia de COVID-19, alcanzó notoriedad mediática tras manifestar que el coronavirus y el consiguiente aplazamiento de los JJ. OO. de Tokio son un «castigo divino» por el trato de Occidente hacia su país: «no se puede enfadar a Rusia, incluido a nuestros deportistas. No es casualidad que nuestro himno diga que Dios protege nuestra tierra», añadió al diario Sport-Express.

## Grandes logros
- Medalla de oro, barras asimétricas, gimnasia en los Juegos Olímpicos de Atlanta 1996
- Medalla de oro, barras asimétricas, gimnasia en los Juegos Olímpicos de Sídney 2000
- Medalla de plata, por equipos, gimnasia en los Juegos Olímpicos de Atlanta 1996
- Medalla de plata, por equipos, gimnasia en los Juegos Olímpicos de Sídney 2000
- Medalla de plata, suelo, gimnasia en los Juegos Olímpicos de Sídney 2000
- Medalla de plata, programa individual, gimnasia en los Juegos Olímpicos de Atenas 2004
- Medalla de bronce por equipos, gimnasia en los Juegos Olímpicos de Atenas 2004
- Seis veces seguidas campeona europea (entre 1994 y 2004) en barras asimétricas, récord establecido en 2004. Tres veces campeona en el programa individual empatando el récord de Nadia Comăneci en 2002.
- Diez veces campeona mundial. 5 veces en barras (1995, 1996, 1997, 1999, 2001), tres veces campeona en el programa individual (1997, 2001, 2003), primera vez que una gimnasta obtiene este logro. Campeona mundial en salto (2001). Campeona mundial en suelo (1997) junto a Gina Gogean.